# آرشي إدواردز
آرشي إدواردز (بالإنجليزية: Archie Edwards)‏ هو مغني وكاتب أغاني أمريكي، ولد في 4 سبتمبر 1918 في مقاطعة فرانكلين في الولايات المتحدة، وتوفي في 18 يونيو 1998 في مقاطعة برينس جورج في الولايات المتحدة.

## وصلات خارجية
- آرشي إدواردز على موقع ميوزك برينز (الإنجليزية)
- آرشي إدواردز على موقع أول ميوزيك (الإنجليزية)
- آرشي إدواردز على موقع ديسكوغز (الإنجليزية)